# 타이페이 필하모닉 오케스트라
원래 타이베이 신포니에타로 알려진 타이베이 필하모닉 오케스트라(Taipei Philharmonic Orchestra, TPO, 台北愛樂管弦樂團)는 1985년 라이원푸, 유빙칭, 그리고 음악 애호가 그룹에 의해 설립되었다. 음악 애호가들과 기업들의 지원과 정부의 보조금 덕분에, 이 작은 실내악 그룹은 원래의 20~30명의 멤버에서 타이베이 필하모닉 실내악 및 오케스트라, 그리고 마침내 현재의 타이베이 필하모닉 오케스트라로 성장했다. TPO의 성공과 업적은 TPO의 첫 음악 감독인 고(故) 미국 지휘자 헨리 사이먼 매저(Henry Mazer)의 음악에 대한 높은 이해도와 멤버들의 섬세하고 완성도 높은 음악성을 다져준 체계적인 트레이닝으로 인해 존재할 수 있었다. 1990년, TPO는 처음으로 미국과 캐나다를 순회했고 현지 언론으로부터  "섬의 다이아몬드"라는 찬사를 받았다. 1993년 6월 13일, TPO는 오스트리아의 비엔나 필하모닉 무지크페어라인에서 공연하였다. 1993년 6월 13일 오케스트라는 오스트리아로 건너가 비엔나 필하모닉의 무지크페어라인에서 공연을 펼쳤고, 이는 화인 오케스트라 최초로 세계에서 가장 높은 음악의 전당에 입장한 기록을 세웠다.
매저는 2002년 8월 85세의 나이로 타계하였다. 뒤이어 그의 제자인 폴 티엔치 린은 객원 지휘자 역할을 이어받아 음악계에서 계속 빛을 발했고, 그는 2006년부터 타이베이 필하모닉 오케스트라의 상주 지휘자 자리로 활동하고 있다.  2003년, 러시아 음악가 알렉산더 루딘 (Alexander Rudin)이 오케스트라의 음악 감독 역할을 맡은 이후로 그의 리더십 아래 TPO는 매저의 선율을 이어나가며 다양한 측면에 대한 탐구와 더 많은 국제적인 교류라는 발전을 이뤄냈다. 2007년 5월 6일, 타이베이 필하모닉 오케스트라는 레퍼토리 확장을 위해 타이베이 필하모닉 오케스트라 챔버 뮤직 소사이어티를 설립했고, 2007년 5월 7일, TPO는 매저의 정신과 전통을 기리고 오케스트라의 지난 몇 년간의 업적을 기록하기 위해 Taipei Philharmonic & Henry Mazer Musical Center 음악 센터를 열었다. 리허설실과 사무실에는 그의 지휘봉, 악보, 음악 리뷰, 사진 등 매저와 관련된 물품등의 전시를 위한 공간이 마련되어 있으며, 리허설 홀 또한 보존되었고 종종 지역사회의 음악 교육을 촉진하기 위해 실내악 공연을 주최하고 있다.
타이베이 필하모닉 오케스트라는 대도시에서의 무대 공연 외에도 대만 전국의 향(鄕)과 진(鎮) , 지역사회, 마을 등을 순회하며 공연을 펼치고 있다. 또한 정기 콘서트 공연 뿐만 아니라 영화 “와호장룡”과 “타이타닉”의 사운드 트랙 실황공연와 영국 방송 협회(BBC)의 상영작인 플래닛 어스 시리즈를 위한 실황 공연과 같은 다양한 공연에도 참여했다. 타이베이 필하모닉 오케스트라는 동아시아 도시들의 오케스트라들 간의 더 많은 교류를 촉진하기 위한 플랫폼 역할을 수행하기 위해 2021년 10월 8일 동아시아 음악원 포럼 준비 위원회를 조직했고, 동아시아 오케스트라가 더욱 협력할 수 있는 새로운 방향과 기회를 만들기 위해 2022년 제1회 동아시아 음악원 포럼을 개최하여 대만, 홍콩, 일본, 한국의 작곡가들과 음악협회, 오케스트라의 의사결정자들이 모여 연구논문과 경험을 발표하고 동아시아 오케스트라가 더욱 협력할 수 있는 새로운 방향과 기회를 도모하였다.
격년제로 발행되는 타이베이 필하모닉 음악 잡지는 2021년 11월 타이베이에서 출간되었으며 이는 민간 오케스트라가 정기적으로 발행하는 첫 번째 정기 간행물이다. 2022년 5월 1일, 당시 오케스트라 지휘자였던 라이원푸는 오케스트라의 전임 대표가 되었고, 전 국가 과학 기술 위원회 위원장 및 대만중앙연구원(아카데미아 시니카) 학술위원이자, 음악애호가인리뤄취안에게 공식적으로 오케스트라 지휘자의 역할을 인계하였다. 리뤄취안은 국제적으로 존경받는 그의 과학 연구에서 사용했던 것과 같은 정신과 태도로 오케스트라를 이끌었다.
지난 20년 동안 타이베이 필하모닉 오케스트라는 보스턴 심포니 홀, 존 F. 케네디 공연 예술 센터, 루돌피눔, 스메타나 홀, 부다페스트 리스트 콘서트홀, 상트페테르부르크 필하모닉 홀, 모스크바 국제 음악의 전당, 폴란드 필하르모니아 나로도바, 크라쿠프 필하모닉 (필하모니아 크라쿠프스카), 스톡홀름 베르발트 콘서트홀, 헬싱키 템펠리아우키오 교회, 핀란디아 홀, 그리고 무지크페어라인 등의 미국과 유럽의 수많은 주요 음악 공연장을 여러 차례 순회했다. 국립문화예술재단 대만 TOP 공연예술단상 연속 수상팀 (작사: 유치룬, 편집: 타이베이 필하모닉 오케스트라)”인 TPO는 바르샤바 가을 국제 현대음악제, 프라하 봄 국제 음악 축제, 프라하 스피릿 뮤직 페스티벌, 크라쿠프 새크럼 프로파넘 음악 축제, 부다페스트 음악 축제, 앤트워프 음악 축제에 참가했다.